# 上海市提篮桥监狱

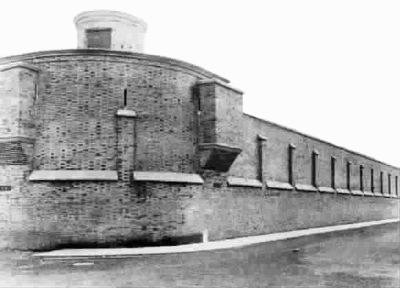
1930年代提篮桥监狱围墙

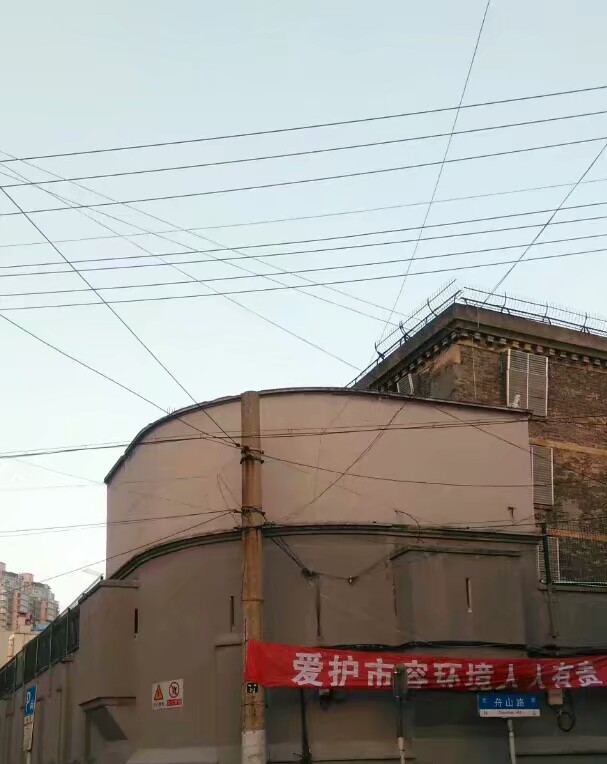
2016年时的提篮桥监狱围墙

上海市提篮桥监狱是一座位于上海市虹口区的监狱，处于长阳路北，昆明路南，舟山路东，保定路西。该监狱原为上海公共租界工部局警务处监狱，处于上海公共租界东区的提篮桥地区，俗称西牢或外国牢监，又因其规模之大而号称“远东第一大监狱”，也是當地監獄的代名詞。中华人民共和国建国后，该监狱归上海市监狱管理处管理，也是该机构的所在地。2013年，提篮桥监狱被列为第七批全国重点文物保护单位。2024年，完成搬遷至青浦青東農場監獄片區。

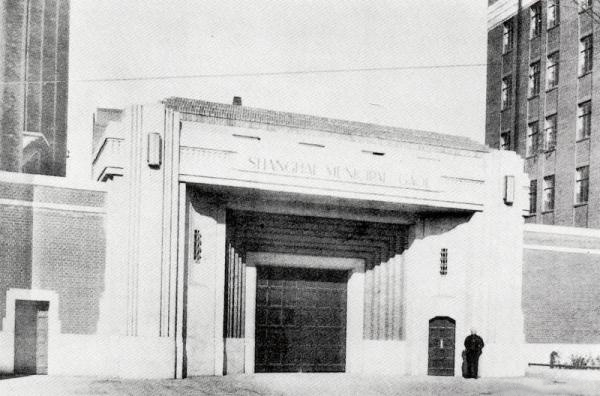
1930年代提篮桥监狱大门。

## 沿革
提篮桥监狱南面的正门位于虹口区长阳路147号（原华德路117号）。北面的围墙紧邻昆明路，西侧是舟山路，东面靠近保定路。四周多数是中下层市民聚居的中华民国初年建造的密集的石库门房屋。

### 清末及民国时期
该监狱最早由上海公共租界工部局创建于清朝光绪二十七年（1901年），由英国驻新加坡工程处设计中标，同年底动工，1903年5月投入使用。最初的主要建筑包括两幢4层的监楼，囚室480间，以及炊场、办公楼、医务所等，占地面积约10亩。1916年起，先后向北、向东扩建，1930年代初又拆除部分初建时的建筑，开展重建，到1935年基本定型。现存建筑物均为1917年至1935年间建造。占地面积60.4亩，有10幢4到6层的监楼，将近4000间囚室，以及工场、医院、炊场、办公楼等建筑，总计建筑面积7万余平方米。监狱周围设有5米多高的围墙，监狱内除了普通监室外，还设有“橡皮监”（防暴监房）、“风波亭”（禁闭室）、“室内刑场”（绞刑房）、室外刑场等等特种设施。监狱关押的主要对象最初是上海公共租界内被判处徒刑的中国籍男犯人，1904年起兼收中国籍女犯，1906年停止收押女犯，1943年8月起恢复收押女犯，1935年9月起开始关押外国籍犯人。该监狱规模宏大、建筑优良，且收押犯人数量多，最多时达到8000多人，高于印度的孟买监狱及日本的巢鸭监狱，故号称“远东第一监狱”。
该监狱自启用到1949年5月，先后由上海公共租界工部局、日本、汪精卫政权、南京国民政府、南京中华民国政府管理。监狱初称“上海公共租界工部局警务处监狱”，1942年1月，更名“上海共同租界工部局华德路刑务所”。1943年8月，汪精卫政权接管后，改称“司法行政部直辖上海监狱”。抗日战争胜利后，南京国民政府接管，仍称“司法行政部直辖上海监狱”。该监狱俗称“华德路监狱”、“提篮桥监狱”、“外国牢监”、“西牢”等等。抗日战争胜利后，提篮桥监狱先后关押了数百名日本战犯，包括台湾总督安藤利吉大将、香港总督田中久一中将、南京大屠杀主犯谷寿夫中将、日本驻台湾第10军区军参谋长谏山春树中将等人。1946年初，盟军美国军队曾在该监狱设军事法庭，审判47名日本战犯。这是抗日战争胜利后，中国境内最早的审判日本战犯的场所。故1997年8月，经上海市人民政府批准，提篮桥监狱日本战犯关押、审判、执行处列为“上海市抗日纪念地”，并立碑纪念。
该监狱起初主要由英国人统治，看守主要为印度人，囚犯则为中国人。监狱内民族歧视严重，等级十分严格。1930年前后，开始招收中国籍看守。该监狱对囚犯公开使用肉刑，经常进行体罚及虐待，生活条件非常差，犯人死亡率极高。1943年8月，汪精卫政权接管监狱之后，该监狱开始由中国人管理，监狱内的各种司法文书及表册自英文改为中文。当时，全监狱4561名犯人中，患各种疾病的有1068人，接管当月便死亡43人。1944年1月，在日本人指使下，该监狱当局抽调500多名犯人，赴浙江嵊泗为日军修建军事设施，因劳役繁重及日军的残酷虐待，犯人死伤惨重，另有50余人双目失明。1947年11月，监狱当局克扣囚粮，导致犯人骚乱。国民政府司法行政部直辖上海监狱，在典狱长领导下设五课三室（总务课、警卫课、教化课、作业课、卫生课、人事室、会计室、统计室），工作人员610人。一般关押犯人6000名，高峰时8000人。从1948年起，由于财务入不敷出、囚粮奇缺，根据国民政府司法院与司法行政部指示，监狱采取保释、假释等办法疏散了绝大部分犯人。
在中共上海警察局工作委员会（简称“警委”）领导下，1944年，在监狱看守中成立了中共地下党支部，赵英盛任支部书记。中共地下党最初仅有3人，到中国人民解放军占领上海前夕已发展至20余人。中国人民解放军占领上海前三天，该监狱的中共地下党支部夺取枪支，控制了该监狱。

### 中华人民共和国时期
1949年5月28日，中国人民解放军上海市军事管制委员会政务接管委员会法院接收处第三接收组派出毛荣光（山西稷山县人，1938年4月入党）、王正福（四川苍溪人，1935年5月入党）为正副接收专员，接管国民政府司法行政部直辖上海监狱，代理典狱长王慕曾（浙江新登人）交出监狱印章、钥匙和档案。当时监狱内有650名囚犯，其中“政治犯”50人，外国籍犯人18人，男犯594人，女犯56人。同日，中国人民解放军华东军区华东警卫旅二团三营三连进驻监狱，负责警戒及看押。翌日，市军管会法院接收处和上海市总工会（筹）联合在监狱分两批召开“慰问和欢送政治犯恢复自由大会”，每人发5块银元慰问金。
中国人民解放军上海市军事管制委员会接管监狱过渡。从1949年月起到年底，收押新入监犯人15170名。1949年8月上海市人民法院派出临时法庭，对监狱在押的国民党法院判决的犯人，除汉奸犯以外，重新做出了判决。1949年9月21日正式挂牌成立上海市人民法院监狱，武中奇（曾任八路军团长，冯玉祥的金石教师，书法家）1949年11月出任监狱长，毛荣光任副监狱长。该监狱是中国人民解放军占领上海后，上海地区成立的第一所监狱。此后长期为上海地区新收犯人的入口处。1951年5月，根据中央人民政府政务院的规定，该监狱由法院划归上海市公安局领导，同年8月更名为上海市监狱。1983年7月，划归司法系统领导。1995年6月，更名上海市提篮桥监狱。
1949年后，该监狱组织犯人阅读书报，邀请各方面人士到监狱作报告，组织犯人外出参观。改革开放后，该监狱对各类犯人开展分类教育及改造，在犯人中普及初中教育，开办高中及大专班，参加上海市文化统一考试，合格者由上海市教育局发给毕业或结业证书。该监狱还对犯人进行技术及职业培训，合格者发给技术等级证书。该监狱组织犯人成立了“新岸艺术团”（成立于1985年3月22日，是一支全部由监狱服刑人员组成的文艺表演团体）、“提篮桥翻译室”，自1982年起编印铅印的《劳改报》供犯人阅读，成立新岸广播台、有线电视台。1990年代起，先后编印《分类改造文选》、《炼狱心声集》、《两地书》、《忏悔录》、《服刑人员心理健康之友》等图书，还设有心理咨询门诊部。1954年10月起，该监狱向外国来宾开放参观，成为中华人民共和国第一批对外开放的监狱之一。另外，上海市监狱管理局投入数百万元资金，将监狱一幢6层高的十字监楼改造为上海监狱陈列馆，并于1999年12月29日即《监狱法》颁布实施5周年之日开馆。陈列馆不仅详细介绍了该监狱的历史，关押过的知名人物，还展示了早年的诸多刑具。
1999年9月，该监狱获上海市司法局命名为“市级现代化文明监狱”。2003年8月，该监狱荣立司法行政集体二等功。2005年，该监狱获中华人民共和国司法部“减刑、假释、保外就医”先进单位。2006年，该监狱获中华人民共和国司法部质量管理小组活动优秀单位称号。1994年起，该监狱保持了15年无罪犯脱逃纪录。
提篮桥监狱将监狱中的一幢楼房改建成上海监狱陈列馆。其中还特别展示了一个保存完好的室内绞刑架设施，下方有活动地板，尸体可以直接落入一楼的停尸房。
1994年，该监狱的建筑物被上海市人民政府定为上海市近代优秀建筑保护单位。2013年，被列为第七批全国重点文物保护单位。2013年传出消息称，该监狱即将关闭。
2024年7月1日，上海市司法局、上海市监狱管理局表示，提篮桥监狱已完成整体搬迁，新址选定在青浦青东农场监狱片区，搬迁后提篮桥监狱名称继续保留。